# Erez Daleyot
Erez Daleyot is een Belgisch-Israëlische diamantair die ooit een derde van alle diamanthandel in handen had.
In 2006, na de arrestatie van de in New York gevestigde diamanthandelaar Jacob Arabo (bekend als "Jacob de juwelier") op beschuldiging van het witwassen van $ 270 miljoen aan drugsgeld, raakte bekend dat Daleyot een van zijn financiers was en 50% van de aandelen van de juwelierszaak bezat.
In december 2015 werd Daleyot in Johannesburg gearresteerd op beschuldiging van fraude en op borgtocht vrijgelaten.
In februari 2016 verklaarde het Antwerpse Hof van Beroep zijn voormalige bedrijf, DD Manufacturing, failliet, met een schuld van ongeveer $ 230 miljoen, terwijl Daleyot naar verluidt "zich verstopt in Israël of Zuid-Afrika ". Hij bleef actief in de in- en uitvoer van ertsen: zo was hij in het Zuid-Afrikaanse bedrijf Raiz-El Nickel  Processing actief. Hij werd in 2022 beschuldigd van oplichting van de overheid van Zimbabwe, en werd opgesloten.